# Grote of Sint-Maartenskerk (Tiel)
De Grote of Sint-Maartenskerk is een kerk in Tiel in de provincie Gelderland. Het is een onvoltooide laatgotische kruiskerk, bestaande uit een schip met klokkentoren en een losstaande gerfkamer. De klokkentoren is van tufsteen, de schepen zijn van baksteen. Met zijn statige toren kenmerkt de kerk zich als een wakend symbool voor de stad.

## Geschiedenis
De Maartenskerk is het oudste gebouw van Tiel. Hij heeft tien gedaantes gekend. De eerste versie was een romaans zaalkerkje. Deze kerk zou in het jaar 1000 de basis zijn van de stad Tiel. De hoofdbeuk en noordbeuk dateren uit 1420 - 1430, de dubbele zuidbeuk uit 1450 en de doopkapel in de zuidelijke zuidbeuk uit 1558. Deze kapel werd onder een vier jaar eerder tot stand gekomen librije gebouwd. Bij een noodweer in 1558 werden de toren en het dwarsschip ernstig beschadigd. In 1560 werd onder Cornelis Frederickszn begonnen met een grootscheepse uitbreiding, maar het koor en transept werden ten gevolge van de Reformatie niet voltooid en werden in 1731 weer afgebroken en het schip werd dichtgemetseld. Alleen de vijftiende-eeuwse gerfkamer bleef als vrijstaand gebouw behouden.
De kerk liep in 1944/45 zware oorlogsschade op. Na de oorlog werd hij hersteld en werd er een parochie- of kerkkantoortje aangebouwd. Na het herstel werden door middel van archeologisch onderzoek de oorspronkelijke fundamenten van het koor blootgelegd. De contouren zijn in het gras van het Kerkplein zichtbaar gemaakt. Ook in de kerk werden verschillende archeologische onderzoeken gedaan. De rijzige toren was het hoogste punt van de stad tot rond 2014-2016 hotelketen Van der Valk een hoteltoren bouwde aan de A15 bij Tiel. Deze toren is hoger dan de huidige Maartenstoren.
In 2025 is de kerk verkocht aan de gemeente Tiel.

## Carillon
In de 16e eeuw zijn tien klokken gehangen die bij verschillende gelegenheden geluid konden worden. Van deze klokken resteert alleen de klok genaamd Salvator nog. Het carillon is in 1964 geplaatst. Op 5 september 2014 werd het vijftigjarig bestaan gevierd.

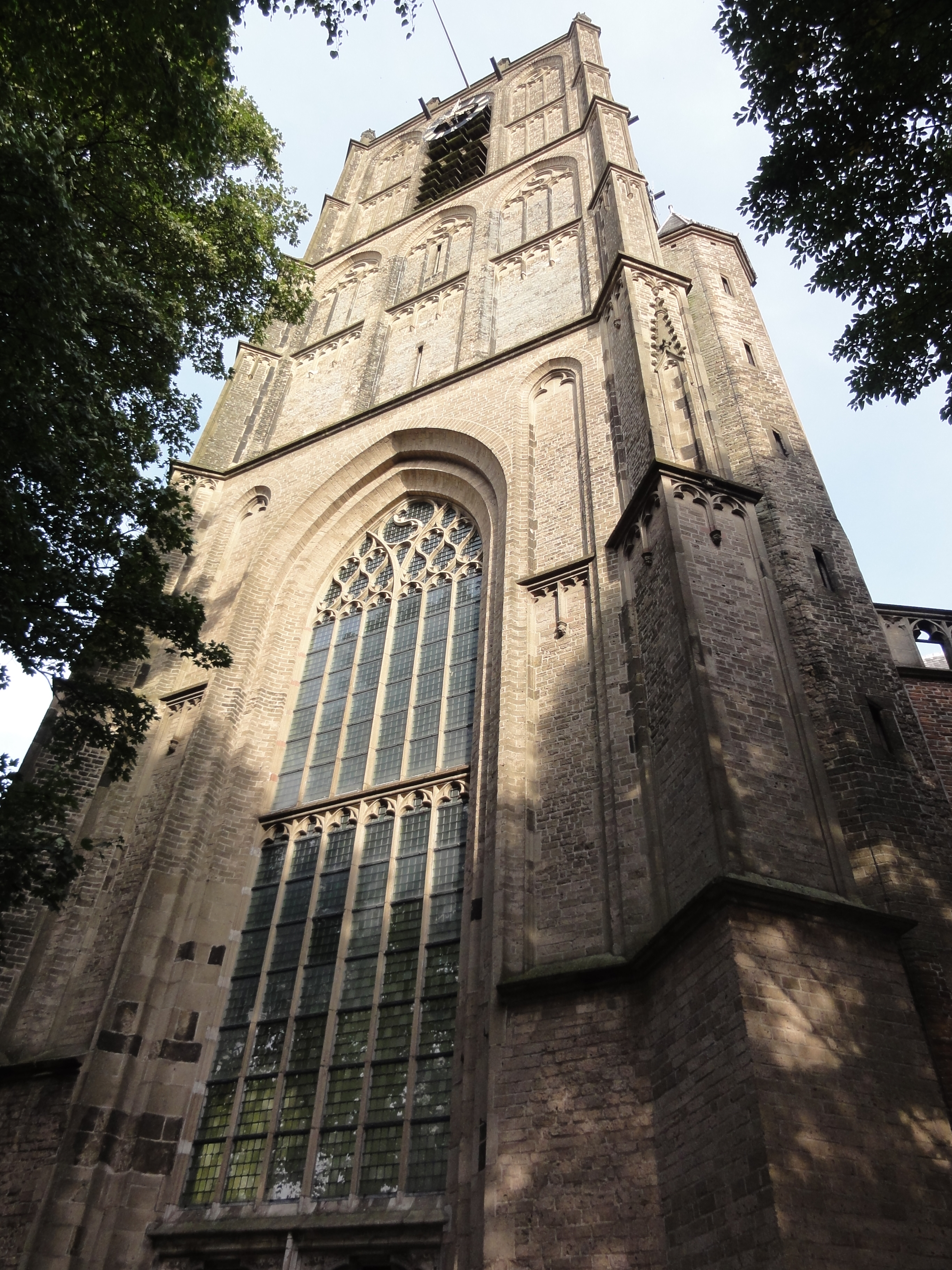
Toren van de Sint-Maartenskerk
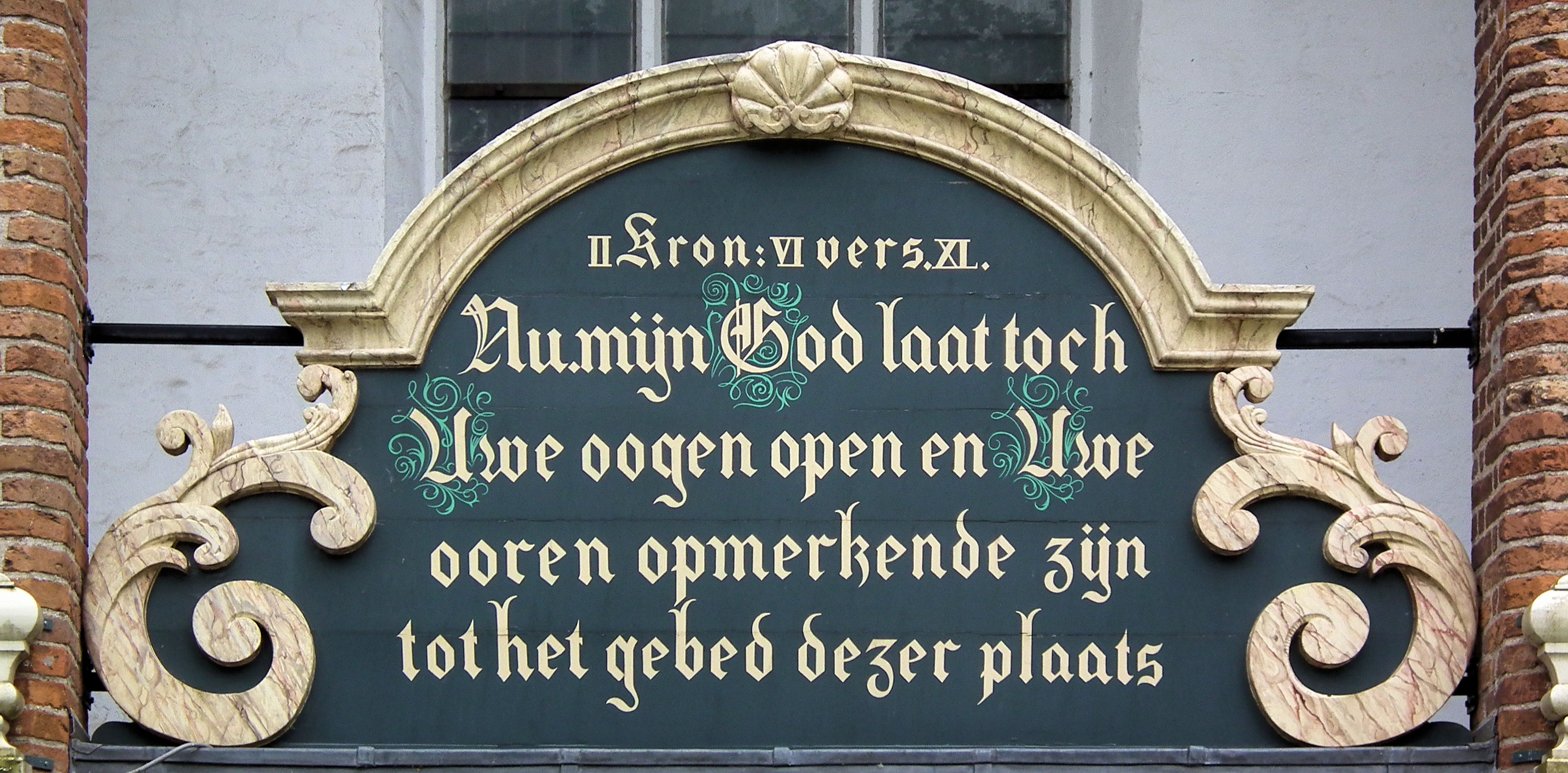
Bord boven de ingang
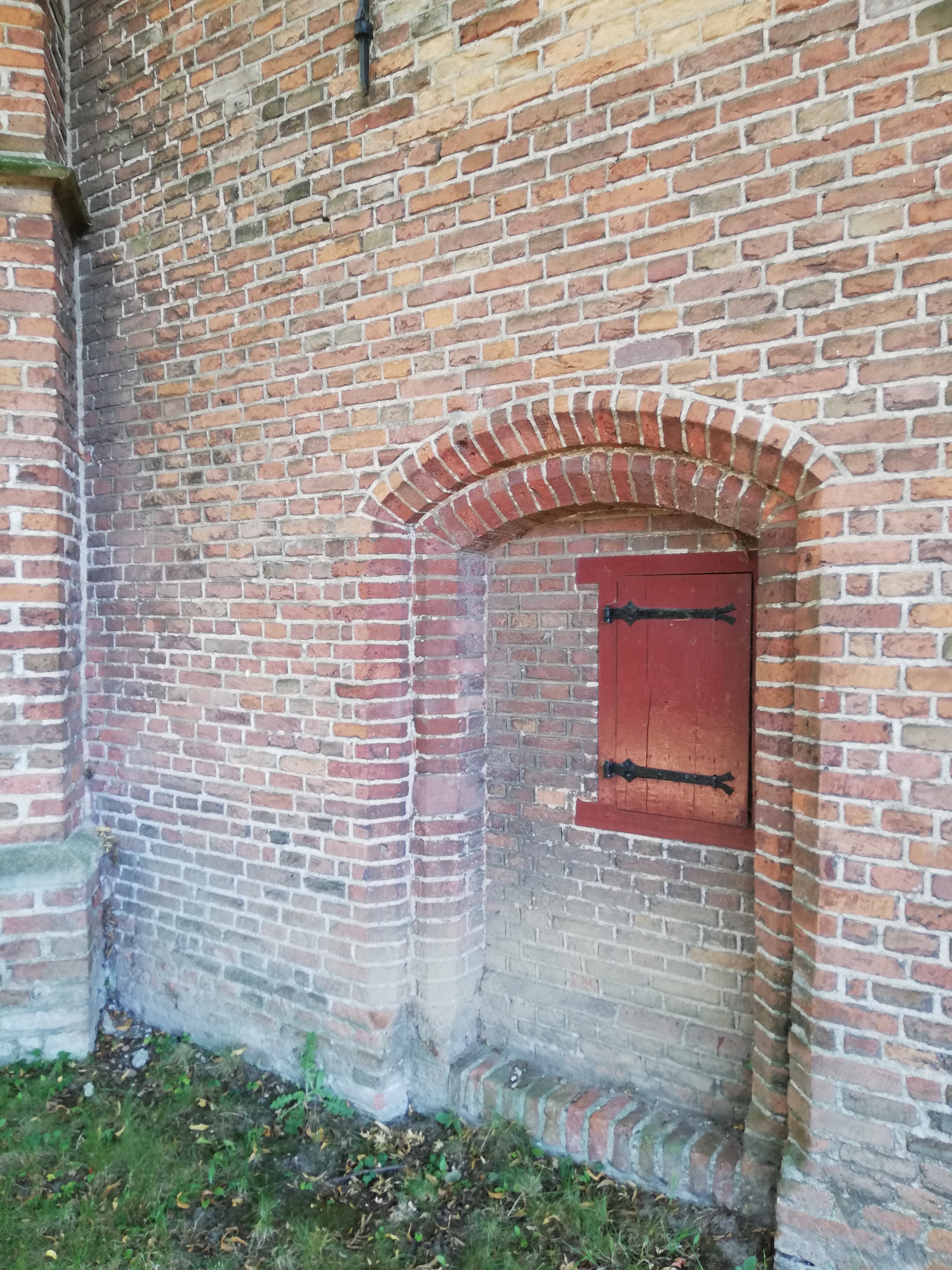
Melaatsenluikje waardoor zieken in de Middeleeuwen de mis konden bijwonen